# Férfi 400 méteres vegyesúszás a 2013. évi nyári európai ifjúsági olimpiai fesztiválon
A 2013. évi nyári európai ifjúsági olimpiai fesztiválon az úszó versenyszámok közül a férfi 400 méteres vegyesúszás versenyeit július 16.-án rendezték Utrechtben.

## Rekordok
A versenyt megelőzően a következő rekordok voltak érvényben:
| EYOF rekord | Matthew Johnson (Nagy-Britannia) | 4:22.02 | Trabzon, Törökország | 2011 |

## Előfutamok
| H   | Név                   | Nemzet             | E       | Mj |
| --- | --------------------- | ------------------ | ------- | -- |
| 1.  | Igor Balyberdin       | Oroszország        | 4:28.67 | Q  |
| 2.  | Duncan Scott          | Egyesült Királyság | 4:30.20 | Q  |
| 3.  | Joan Casanovas Skoubo | Spanyolország      | 4:30.33 | Q  |
| 4.  | Theodoros Benehoutsos | Görögország        | 4:30.76 | Q  |
| 5.  | Lorenzo Glessi        | Olaszország        | 4:32.68 | Q  |
| 6.  | Vallér Bence          | Magyarország       | 4:32.80 | Q  |
| 7.  | Dawid Pietrzak        | Lengyelország      | 4:34.53 | Q  |
| 8.  | Theo Berry            | Franciaország      | 4:35.01 | Q  |
| 9.  | Joao Alexandre Vital  | Portugália         | 4:37.06 | T1 |
| 10. | Jacques Laeuffer      | Svájc              | 4:37.40 | T2 |
| 11. | Thomas Dal            | Belgium            | 4:38.85 |    |
| 12. | Samet Alkan           | Törökország        | 4:39.26 |    |
| 13. | Marek Osina           | Csehország         | 4:40.18 |    |
| 14. | Ihar Vauchok          | Fehéroroszország   | 4:40.34 |    |
| 15. | David Tchernyc        | Izrael             | 4:41.10 |    |
| 16. | Blaz Demsar           | Szlovénia          | 4:42.80 |    |
| 17. | Silver Hein           | Észtország         | 4:43.87 |    |
| 18. | Petter Fredriksson    | Svédország         | 4:44.17 |    |
| 19. | Konstantin Walter     | Németország        | 4:45.19 |    |
| 20. | James Brown           | Írország           | 4:45.36 |    |
| 21. | Baldvin Sigmarsson    | Izland             | 4:46.13 |    |
| 22. | Ivan Fratric          | Szlovákia          | 4:46.44 |    |
| 23. | Bogdan Petre          | Románia            | 4:46.79 |    |
| 24. | Hannes Vaere          | Finnország         | 4:48.81 |    |
| 25. | Antoine Biver         | Luxemburg          | 4:48.84 |    |
| 26. | Fazekas Abel Dorian   | Azerbajdzsán       | 5:11.45 |    |

## Döntő
| H     | Név                   | Nemzet             | E       | Mj |
| ----- | --------------------- | ------------------ | ------- | -- |
| Arany | Igor Balyberdin       | Oroszország        | 4:24.82 |    |
| Ezüst | Duncan Scott          | Egyesült Királyság | 4:26.28 |    |
| Bronz | Joan Casanovas Skoubo | Spanyolország      | 4:26.63 |    |
| 4.    | Valler Bence          | Magyarország       | 4:29.81 |    |
| 5.    | Lorenzo Glessi        | Olaszország        | 4:33.17 |    |
| 6.    | Dawid Pietrzak        | Lengyelország      | 4:34.82 |    |
| 7.    | Theodoros Benehoutsos | Görögország        | 4:36.42 |    |
| 8.    | Theo Berry            | Franciaország      | 4:40.13 |    |